# Rodzina Warrenów
Rodzina Warrenów (ang. The Family) – amerykański serial telewizyjny (dramat obyczajowy, thriller) wyprodukowany przez ABC Studios, Mandeville Television oraz Minnesota Logging Company. Twórcą serialu jest Jenna Bans. Rodzina Warrenów była emitowana od 3 marca do 15 maja 2016 roku przez ABC.
13 maja 2016 roku stacja ABC ogłosiła anulowanie serialu po jednym sezonie.

## Fabuła
Serial opowiada o powrocie po 10 latach Adama Warrena, syna polityka, który był uznany za zmarłego. Początkowo cała rodzina cieszy się, ale nie wiadomo czy naprawdę ten mężczyzna jest Adamem a może jego mordercą.

## Obsada

### Główna
- Joan Allen jako Claire Warren[3]
- Alison Pill jako Willa Warren, córka Claire[4]
- Margot Bingham jako sierżant Nina Meyer[5]
- Zach Gilford jako Danny Warren[6]
- Liam James jako Adam Warren[7]
- Floriana Lima jako Bridey Howar
- Rupert Graves jako John Warren, mąż Claire[8]
- Andrew McCarthy jako Hank

### Role drugoplanowe
- Grant Show jako Governor Charlie Lang[9]
- Madeleine Arthur jako młoda Willa Warren[8],
- Rarmian Newton jako młody Danny Warren[10]
- Alex Steele jako młody Bridey Howard
- Adelynn Elizabeth O'Brien jako Thea Meyer
- Jessie Mueller jako Fran

## Odcinki
| Sezon | Sezon | Odcinki | Oryginalna emisja | Oryginalna emisja | Oryginalna emisja | Oryginalna emisja | Oryginalna emisja |
| Sezon | Sezon | Odcinki | Premiera sezonu   | Finał sezonu      | Premiera sezonu   | Finał sezonu      |                   |
| ----- | ----- | ------- | ----------------- | ----------------- | ----------------- | ----------------- | ----------------- |
|       | 1     | 12      | 3 marca 2016      | 15 maja 2016      | 7 kwietnia 2016   | 23 czerwca 2016   |                   |

### Sezon 1 (2016)
| Nr | #  | Tytuł                                      | Reżyseria       | Scenariusz                              | Premiera         | Premiera Canal+  |
| -- | -- | ------------------------------------------ | --------------- | --------------------------------------- | ---------------- | ---------------- |
| 1  | 1  | Pilot                                      | Paul McGuigan   | Jenna Bans                              | 3 marca 2016     | 7 kwietnia 2016  |
| 2  | 2  | All You See is Dark                        | John Gray       | Jenna Bans                              | 6 marca 2016     | 14 kwietnia 2016 |
| 3  | 3  | Of Puppies and Monsters                    | Andrew McCarthy | Alexandra Cunningham                    | 13 marca 2016    | 21 kwietnia 2016 |
| 4  | 4  | Feathers or Steel                          | John Gray       | Corey Miller                            | 20 marca 2016    | 28 kwietnia 2016 |
| 5  | 5  | I Win                                      | Andrew McCarthy | Jeannine Renshaw                        | 27 marca 2016    | 5 maja 2016      |
| 6  | 6  | Nowhere Man                                | Andrew McCarthy | Bill Krebs                              | 3 kwietnia 2016  | 12 maja 2016     |
| 7  | 7  | All the Livelong Day                       | Paul McGuigan   | Elizabeth Craft, Sarah Fain             | 10 kwietnia 2016 | 19 maja 2016     |
| 8  | 8  | Sweet Jane                                 | Colin Bucksey   | Nicole Paulhus                          | 17 kwietnia 2016 | 26 maja 2016     |
| 9  | 9  | Betta Male                                 | Michael Offer   | Mark K. Turner & Davita Scarlett        | 24 kwietnia 2016 | 2 czerwca 2016   |
| 10 | 10 | Fun Ways to Tell Boyfriend You’re Pregnant | Holly Dale      | Jeannine Renshaw                        | 1 maja 2016      | 9 czerwca 2016   |
| 11 | 11 | Election Day                               | Colin Bucksey   | Bill Krebs, Corey Miller                | 8 maja 2016      | 16 czerwca 2016  |
| 12 | 12 | What Took so Long                          | Paul McGuigan   | Jenna Bans, Elizabeth Craft, Sarah Fain | 15 maja 2016     | 23 czerwca 2016  |

## Produkcja
8 maja 2015 roku, stacja ABC oficjalnie zamówiła pierwszy sezon serialu na sezon telewizyjny 2015/2016, którego premiera przewidziana jest na midseason. Pierwszy sezon The Family będzie liczył 12 odcinków.